# Canis lupaster anthus
Il lupo senegalese (Canis lupaster, F. Cuvier, 1820), detto anche sciacallo snello, è una sottospecie di lupo dorato originario del Senegal.

## Descrizione
È leggermente più alto alla spalla e più lungo del lupo egiziano ; I lupi dorati senegalesi adulti sono alti circa 38,1 cm sulla parte centrale 35,56 cm di lunghezza dalla coda all'occipite . Le orecchie sono più lunghe e la testa è più simile a quella di un lupo egiziano    e misura 17,78 cm di lunghezza. La coda è meno pelosa ed è lunga 25 cm.
Il naso e la fronte sono color grigiastro, mentre la gola e le parti inferiori sono bianche. Manca l'anello nero intorno al collo, né la disposizione punteggiata di punti neri sul dorso caratteristica del lupo egiziano. I fianchi e il dorso sono di un colore grigio intenso, brizzolato di giallo. Il collo è fulvo-grigiastro, con predominanza del grigio soprattutto sulle guance e sotto le orecchie. Il muso superiore, gli arti, la parte posteriore delle orecchie e la coda sono di colore fulvo puro, mentre il resto del corpo è biancastro. 

## Distribuzione
Il lupo dorato è diffuso nell'Africa nordoccidentale, prevalentemente in  Senegal.